# Tân Dân
Tân Dân là một phường thuộc tỉnh Thanh Hóa, Việt Nam.
Được thành lập ngày 16 tháng 6 năm 2025 trên cơ sở các xã, phường Hải An, Tân Dân, Ngọc Lĩnh của thị xã Nghi Sơn, phường Tân Dân chính thức hoạt động từ ngày 1 tháng 7 năm 2025.

## Địa lý
Phường Tân Dân nằm trên bờ biển phía đông nam tỉnh Thanh Hóa, có vị trí địa lý:
- Phía bắc giáp phường Ngọc Sơn
- Phía nam giáp phường Hải Lĩnh
- Phía tây giáp xã Các Sơn
- Phía đông giáp vịnh Bắc Bộ.

Phường Tân Dân có diện tích tự nhiên 24,59 km², quy mô dân số năm 2024 là 22.095 người, mật độ dân số đạt 899 người/km².

## Lịch sử
Địa giới hành chính phường Tân Dân trước đây vốn là các xã, phường Hải An, Tân Dân, Ngọc Lĩnh, nằm ở phía bắc của thị xã Nghi Sơn.
Ngày 16 tháng 6 năm 2025, thị xã Nghi Sơn bị giải thể do bỏ cấp huyện; phường Tân Dân được thành lập theo Nghị quyết số 1686/NQ-UBTVQH15 của Ủy ban Thường vụ Quốc hội trên cơ sở sáp nhập toàn bộ diện tích tự nhiên và quy mô dân số của 2 phường Hải An, Tân Dân cùng xã Ngọc Lĩnh.
Phường này chính thức hoạt động từ ngày 1 tháng 7 năm 2025, là đơn vị hành chính trực thuộc tỉnh Thanh Hóa.

## Hành chính
Phường Tân Dân có 20 tổ chức tự quản. Dưới đây là danh sách các tổ chức tự quản theo địa giới từng xã, phường cũ:
| Mã    | Tên xã/phường | Hành chính   | Hành chính                                                      |
| Mã    | Tên xã/phường | Số lượng     | Danh sách                                                       |
| ----- | ------------- | ------------ | --------------------------------------------------------------- |
| 16582 | Ngọc Lĩnh     | 9 thôn       | Được đánh số từ 8 đến 16                                        |
| 16585 | Hải An        | 5 tổ dân phố | Được đánh số từ 1 đến 5                                         |
| 16594 | Tân Dân       | 6 tổ dân phố | Hồ Thịnh, Hồ Thượng, Hồ Trung, Minh Sơn, Thanh Minh, Tiền Phong |

## Phường Tân Dân trước 16/6/2025

### Địa lý
Phường Tân Dân nằm ở phía bắc thị xã Nghi Sơn, có vị trí địa lý:
- Phía đông giáp Biển Đông
- Phía tây giáp xã Các Sơn
- Phía nam giáp xã Định Hải và xã Hải Lĩnh
- Phía bắc giáp phường Hải An và xã Ngọc Lĩnh.

Phường Tân Dân có diện tích 9,69 km², dân số năm 2019 là 8.586 người, mật độ dân số đạt 891 người/km².

### Lịch sử
Trước đây, Tân Dân là một xã thuộc huyện Tĩnh Gia.
Ngày 22 tháng 4 năm 2020, Ủy ban Thường vụ Quốc hội ban hành Nghị quyết số 933/NQ-UBTVQH14 về việc thành lập thị xã Nghi Sơn và các phường thuộc thị xã Nghi Sơn (nghị quyết có hiệu lực từ ngày 1 tháng 6 năm 2020). Theo đó, chuyển huyện Tĩnh Gia thành thị xã Nghi Sơn và thành lập phường Tân Dân trên cơ sở toàn bộ 9,64 km² diện tích tự nhiên và 8.586 người của xã Tân Dân.